# (3018) Godiva
(3018) Godiva est un astéroïde de la ceinture principale.

## Description
(3018) Godiva est un astéroïde de la ceinture principale découvert le 21 mai 1982 par Edward L. G. Bowell à Anderson Mesa. 
Il a été ainsi baptisé en référence à Lady Godiva, figure plus ou moins légendaire de l'histoire d'Angleterre. D'après la légende, elle aurait, aux environs de l'an 1000, traversé nue à cheval les rues de Coventry afin de convaincre son mari de diminuer les impôts qu'il prélevait pour financer ses campagnes militaires.